# Omeisaurus
Omeisaurus ("lagarto de Omei") es un género de dinosaurios saurópodos eusaurópodos que vivieron a finales del período Jurásico, hace aproximadamente entre 163 a 145 millones de años, desde el Oxfordiense y el Tithoniense, en lo que es hoy Asia.

## Descripción

Diagrama de tamaño comparativo entre un "Omeisaurus" tianfuensis y un humano.

Al igual que otros saurópodos, Omeisaurus era herbívoro y grande. Medía 20,2 metros de largo y pesaba 9,8  toneladas. Poseía un cuerpo robusto con un largo cuello. Su cráneo tenía forma de cuña, con unos 60 dientes biselados sin filos, ideales para arrancar la vegetación de la que se alimentaba. Las fosas nasales se encontraban, a diferencia de la mayoría de los saurópodos, cerca del final del morro. La parte posterior del Omeisaurus era más alta en sus caderas que en sus hombros.

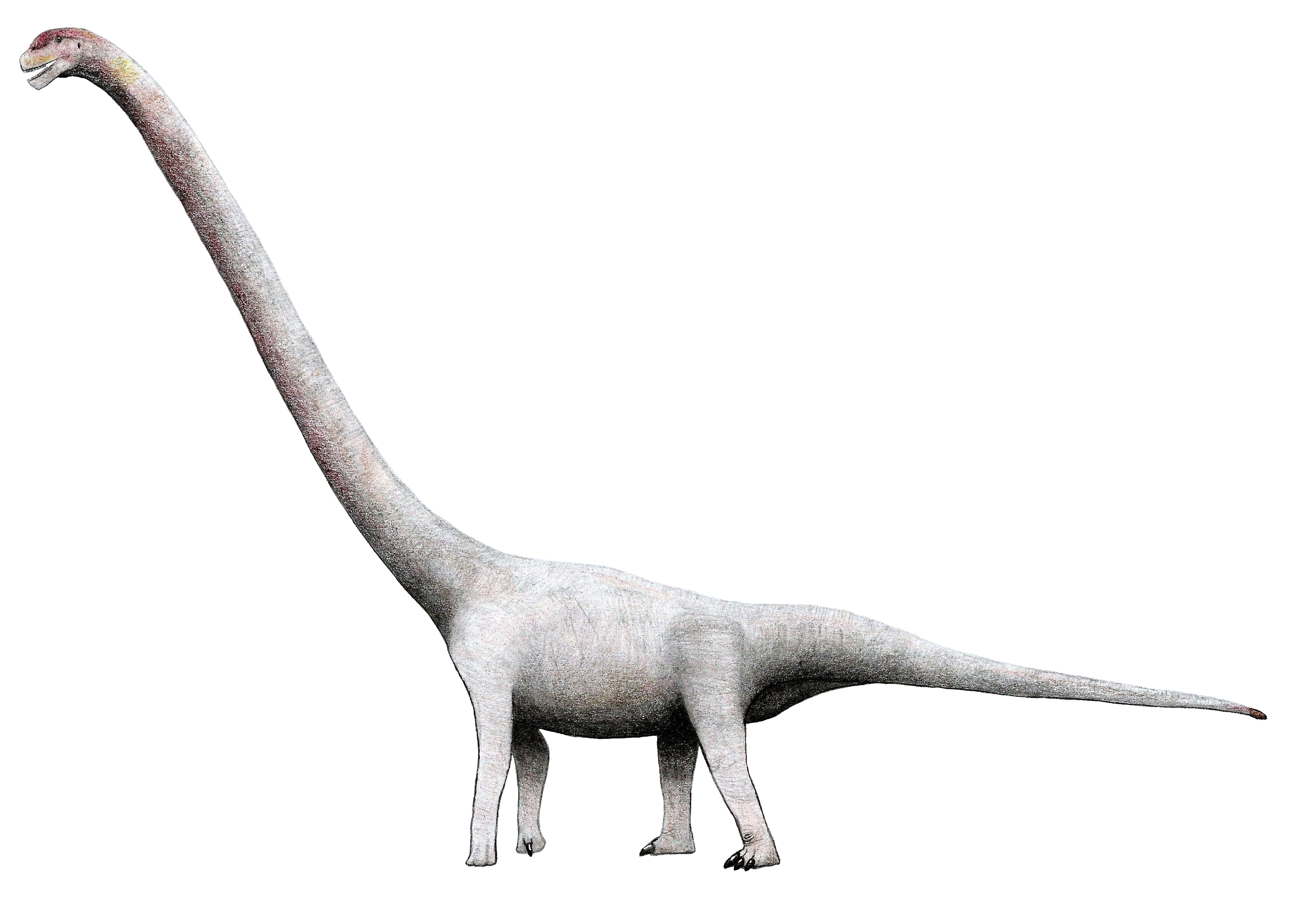
Recreación en vida de O. tianfuensis

Omeisaurus no sólo tiene un cuello largo, también tenía varias vértebras cervicales más que los saurópodos medios, con un total de 17. Las vértebras en sí mismas eran también más largas y grandes. Las grandes manadas de Omeisaurus vagaron probablemente, junto a los estegosáuridos como Tuojiangosaurus y Chungkingosaurus, siendo probablemente uno de los saurópodos más comunes de su época en China.O. fuxiensis fue la especie más pequeña, midiendo alrededor de 11 metros. O. tianfuensis tenía el cuello más largo del género, alrededor de 9 metros de largo. El único dinosaurio con un cuello mayor fue Mamenchisaurus. La porra de la cola encontrada en el mismo lecho de fósiles que Omeisaurus y que se había asignado a este género, hoy se piensa que podría pertenecer a un Shunosaurus muy grande.

## Descubrimiento e investigación
El primer espécimen fósil de esta especie fue encontrado en la Formación Xiashaximiao en Sichuan, China en 1939 y descrito por Yang Zhongjian conocido como Chung Chien Young en Occidente. El nombre proviene del lugar donde fuera descubierto, el Monte Emei u Omeshian. La mayoría de los esqueletos de Omeisaurus fueron encontrados entre los años de 1970 y 1980, durante la gran “Búsqueda de dinosaurios chinos”. Se conocen por lo menos 8 especies de Omeisaurus nombradas hasta ahora: Omeisaurus junghsiensis, Omeisaurus changshouensis, Omeisaurus fuxiensis, Omeisaurus tianfuensis, Omeisaurus luoquanensis, Omeisaurus maoianus, Omeisaurus jiaoi y Omeisaurus puxiani. Todas, menos las dos últimas son nombradas por el lugar donde fueran encontradas. La especie Omeisaurus fuxiensis es confundida a veces con Zigongosaurus, pero los dos se basan en material distinto a pesar de tener el mismo nombre de especie. En su artículo sobre Qijianglong , Xing et al. en 2015 consideraron a O. maoianus más estrechamente relacionado con Mamenchisaurus que a O. tianfuensis, una propuesta apoyada por el análisis cladistico de Ren et al. en 2018. Esqueletos montados de Omeisaurus se encuentran exhibidos en el Museo de Dinosaurios de Zigong, Provincia de Sichuan y en el Museo Beipei cerca de Chongqing, ambos en China.

## Clasificación
Omeisaurus fue colocado en un principio dentro de la familia Cetiosauridae, , que durante mucho tiempo había sido un taxón cajón de sastre, junto al otro saurópodo con porra, Shunosaurus. Con el tiempo se lo colocó en varias familias como Omeisauridae y Euhelopodidae, hoy inactivas. Actualmente carece de familia y se lo considera como un eusaurópodo.  Sin embargo, él y otros saurópodos jurásicos de Asia anteriormente asignados a Euhelopodidae ahora se ubican en la familia separada Mamenchisauridae.

### Filogenia
El siguiente cladograma muestra una posible posición filogenética.

|  | Lessemsaurus |
|  |              |
|  | Antetonitrus |
|  |              |

|         | Shunosaurus                                                  |
|         |                                                              |
|         | Patagosaurus                                                 |
|         |                                                              |
|         | Omeisaurus                                                   |
|         |                                                              |
|         | Mamenchisaurus                                               |
|         |                                                              |
|         | Barapasaurus                                                 |
|         |                                                              |
| unnamed | \| \| Cetiosaurus \| \| \| \| \| \| Neosauropoda \| \| \| \| |
|         | \| \| Cetiosaurus \| \| \| \| \| \| Neosauropoda \| \| \| \| |
|         | Cetiosaurus                                                  |
|         |                                                              |
|         | Neosauropoda                                                 |
|         |                                                              |

|  | Cetiosaurus  |
|  |              |
|  | Neosauropoda |
|  |              |

|         | Shunosaurus                                                  |
|         |                                                              |
|         | Patagosaurus                                                 |
|         |                                                              |
|         | Omeisaurus                                                   |
|         |                                                              |
|         | Mamenchisaurus                                               |
|         |                                                              |
|         | Barapasaurus                                                 |
|         |                                                              |
| unnamed | \| \| Cetiosaurus \| \| \| \| \| \| Neosauropoda \| \| \| \| |
|         | \| \| Cetiosaurus \| \| \| \| \| \| Neosauropoda \| \| \| \| |
|         | Cetiosaurus                                                  |
|         |                                                              |
|         | Neosauropoda                                                 |
|         |                                                              |

|  | Cetiosaurus  |
|  |              |
|  | Neosauropoda |
|  |              |

|         | Shunosaurus                                                  |
|         |                                                              |
|         | Patagosaurus                                                 |
|         |                                                              |
|         | Omeisaurus                                                   |
|         |                                                              |
|         | Mamenchisaurus                                               |
|         |                                                              |
|         | Barapasaurus                                                 |
|         |                                                              |
| unnamed | \| \| Cetiosaurus \| \| \| \| \| \| Neosauropoda \| \| \| \| |
|         | \| \| Cetiosaurus \| \| \| \| \| \| Neosauropoda \| \| \| \| |
|         | Cetiosaurus                                                  |
|         |                                                              |
|         | Neosauropoda                                                 |
|         |                                                              |

|  | Cetiosaurus  |
|  |              |
|  | Neosauropoda |
|  |              |

|         | Shunosaurus                                                  |
|         |                                                              |
|         | Patagosaurus                                                 |
|         |                                                              |
|         | Omeisaurus                                                   |
|         |                                                              |
|         | Mamenchisaurus                                               |
|         |                                                              |
|         | Barapasaurus                                                 |
|         |                                                              |
| unnamed | \| \| Cetiosaurus \| \| \| \| \| \| Neosauropoda \| \| \| \| |
|         | \| \| Cetiosaurus \| \| \| \| \| \| Neosauropoda \| \| \| \| |
|         | Cetiosaurus                                                  |
|         |                                                              |
|         | Neosauropoda                                                 |
|         |                                                              |

|  | Cetiosaurus  |
|  |              |
|  | Neosauropoda |
|  |              |

|  | Lessemsaurus |
|  |              |
|  | Antetonitrus |
|  |              |

|         | Shunosaurus                                                  |
|         |                                                              |
|         | Patagosaurus                                                 |
|         |                                                              |
|         | Omeisaurus                                                   |
|         |                                                              |
|         | Mamenchisaurus                                               |
|         |                                                              |
|         | Barapasaurus                                                 |
|         |                                                              |
| unnamed | \| \| Cetiosaurus \| \| \| \| \| \| Neosauropoda \| \| \| \| |
|         | \| \| Cetiosaurus \| \| \| \| \| \| Neosauropoda \| \| \| \| |
|         | Cetiosaurus                                                  |
|         |                                                              |
|         | Neosauropoda                                                 |
|         |                                                              |

|  | Cetiosaurus  |
|  |              |
|  | Neosauropoda |
|  |              |

|         | Shunosaurus                                                  |
|         |                                                              |
|         | Patagosaurus                                                 |
|         |                                                              |
|         | Omeisaurus                                                   |
|         |                                                              |
|         | Mamenchisaurus                                               |
|         |                                                              |
|         | Barapasaurus                                                 |
|         |                                                              |
| unnamed | \| \| Cetiosaurus \| \| \| \| \| \| Neosauropoda \| \| \| \| |
|         | \| \| Cetiosaurus \| \| \| \| \| \| Neosauropoda \| \| \| \| |
|         | Cetiosaurus                                                  |
|         |                                                              |
|         | Neosauropoda                                                 |
|         |                                                              |

|  | Cetiosaurus  |
|  |              |
|  | Neosauropoda |
|  |              |

|         | Shunosaurus                                                  |
|         |                                                              |
|         | Patagosaurus                                                 |
|         |                                                              |
|         | Omeisaurus                                                   |
|         |                                                              |
|         | Mamenchisaurus                                               |
|         |                                                              |
|         | Barapasaurus                                                 |
|         |                                                              |
| unnamed | \| \| Cetiosaurus \| \| \| \| \| \| Neosauropoda \| \| \| \| |
|         | \| \| Cetiosaurus \| \| \| \| \| \| Neosauropoda \| \| \| \| |
|         | Cetiosaurus                                                  |
|         |                                                              |
|         | Neosauropoda                                                 |
|         |                                                              |

|  | Cetiosaurus  |
|  |              |
|  | Neosauropoda |
|  |              |

|         | Shunosaurus                                                  |
|         |                                                              |
|         | Patagosaurus                                                 |
|         |                                                              |
|         | Omeisaurus                                                   |
|         |                                                              |
|         | Mamenchisaurus                                               |
|         |                                                              |
|         | Barapasaurus                                                 |
|         |                                                              |
| unnamed | \| \| Cetiosaurus \| \| \| \| \| \| Neosauropoda \| \| \| \| |
|         | \| \| Cetiosaurus \| \| \| \| \| \| Neosauropoda \| \| \| \| |
|         | Cetiosaurus                                                  |
|         |                                                              |
|         | Neosauropoda                                                 |
|         |                                                              |

|  | Cetiosaurus  |
|  |              |
|  | Neosauropoda |
|  |              |